# Parcul din satul Brînzeni
Parcul din satul Brînzeni, raionul Edineț, este amplasat în partea de sud-vest a satului sus-numit, la 18 km sud-vest de orașul Edineț. Are o suprafață de 2 ha. Este o arie protejată din Republica Moldova, reprezentând un monument de arhitectură peisagistică. În 1998, se afla în administrarea unei case a invalizilor, subordonate Ministerului Muncii, Protecției Sociale și Familiei.

## Istoric

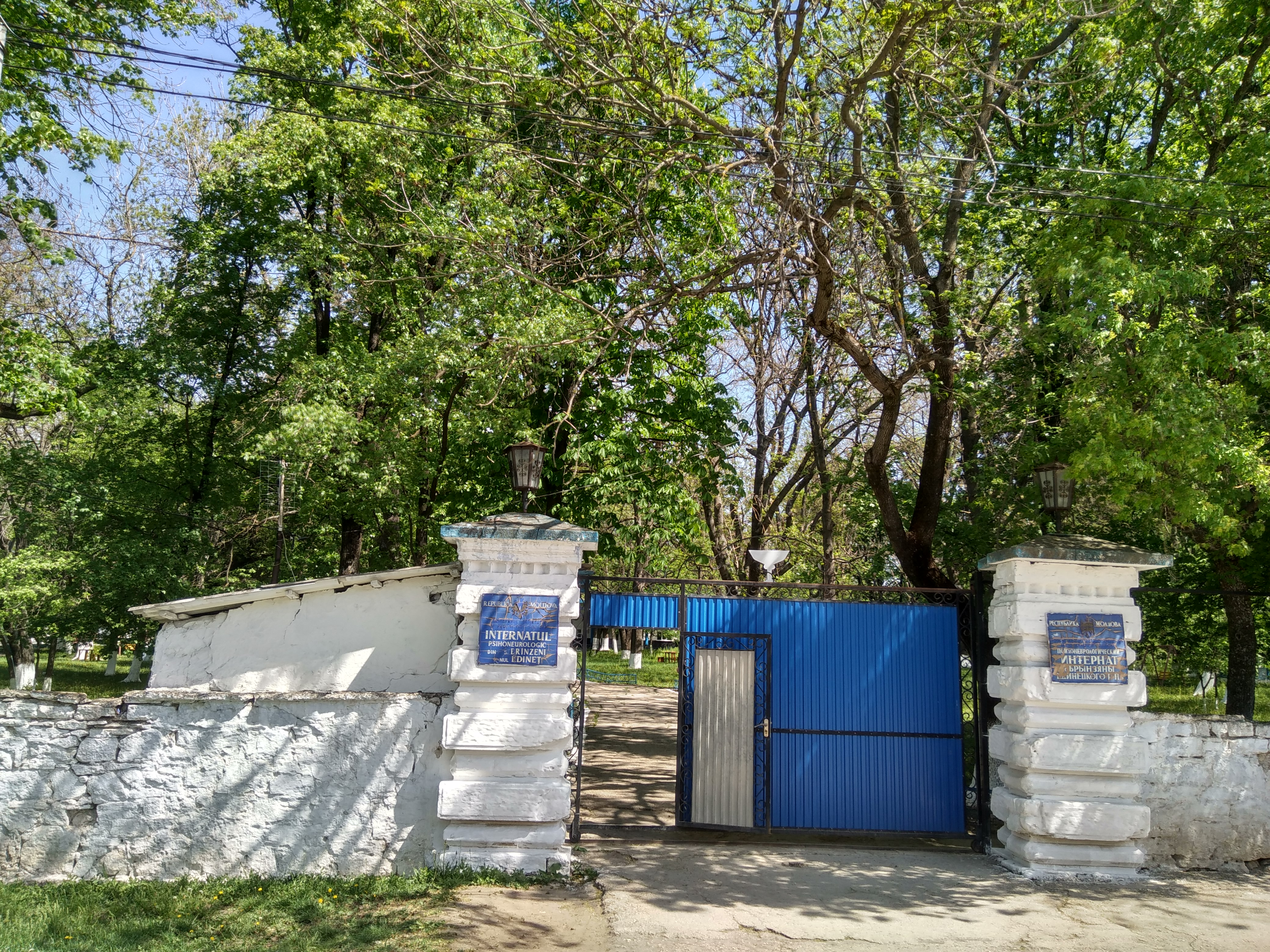
Intrarea pe teritoriul internatului psihoneurologic amenajat în parc

Parcul a fost fondat de filantropul și omul de științe Vasile Stroiescu (1845-1926), provenit dintr-o veche familie de boieri. Acesta, fiind mezin, a moștenit circa 9.000 ha de pământ în diferite localități de la nordul țării. El a mai procurat de sine stătător terenuri, ajungând să stăpânească 25.000 ha, dintre care 400 ha pe moșia satului Brînzeni. Moșia Brânzeni era amplasată în partea de sud-est a satului și se întindea până la pădure. Stroiescu a sădit aici o livadă de pomi fructiferi, vie și alte culturi agricole. Către 1880 a ridicat o vilă cu două nivele în partea de sud-vest a moșiei, cunoscută ca conacul lui Vasile Stroiescu, iar în 1882 a fondat un parc dendrologic în fața noii clădiri, cu suprafața de 2 hectare.
În 1931, după moartea lui Stroiescu, conacul a fost transformat într-o școală agricolă, conform testamentului. În fața noii școli a fost ridicat bustul lui Stroiescu, distrus ulterior de autoritățile sovietice. Terenul agricol din preajma parcului servea ca teren experimental pentru studenți. Către mijlocul sec. al XX-lea, conacul a devenit o casă de invalizi, iar către anii 2010 aici funcționa un internat psihoneurologic, subordonat Ministerului Asigurării Sociale.

## Descriere

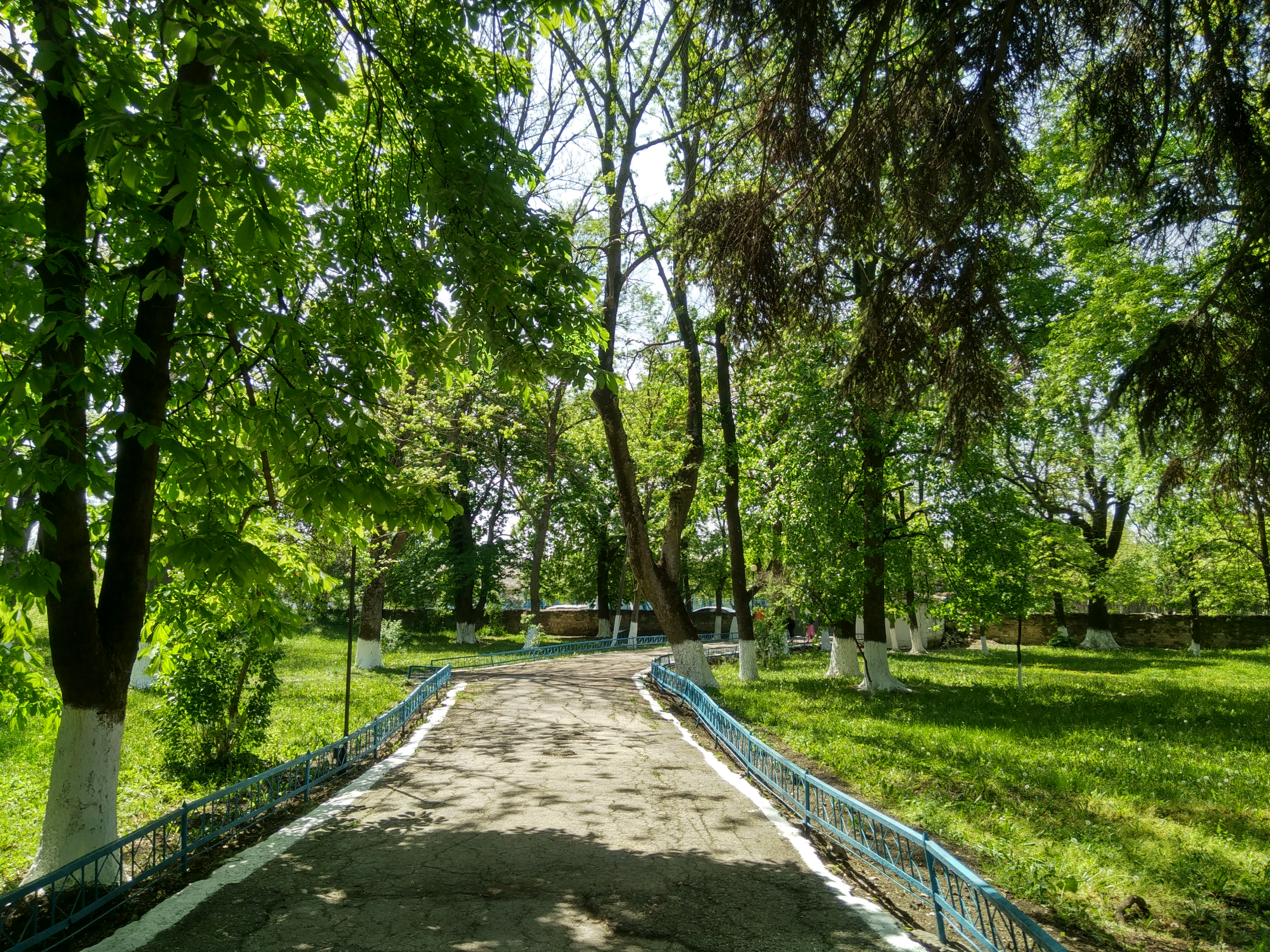
Aleea principală

Parcul este despărțit printr-un zid de piatră de drumurile adiacente. Aleea principală începe de la intrare și continuă până la conac, unde se ramifică în alei mai mici. În curtea conacului, pe lângă clădirea propriu-zisă a connacului, mai sunt amplasate casa pentru lucrători, încăperea pentru păstrarea inventarului, atelierul, garajele etc. Clădirea clubului și alte construcții au fost incendiate.

### Structura compozițională
În partea de nord a parcului, în spatele conacului, se desfășoară o pantă cu expoziție sudică, pe care a fost sădită livada. Rețeaua de drumuri și contururile plantațiilor verzi atribuie parcul la categoria parcurilor de stil landșaft, cu elemente de stil regulat.

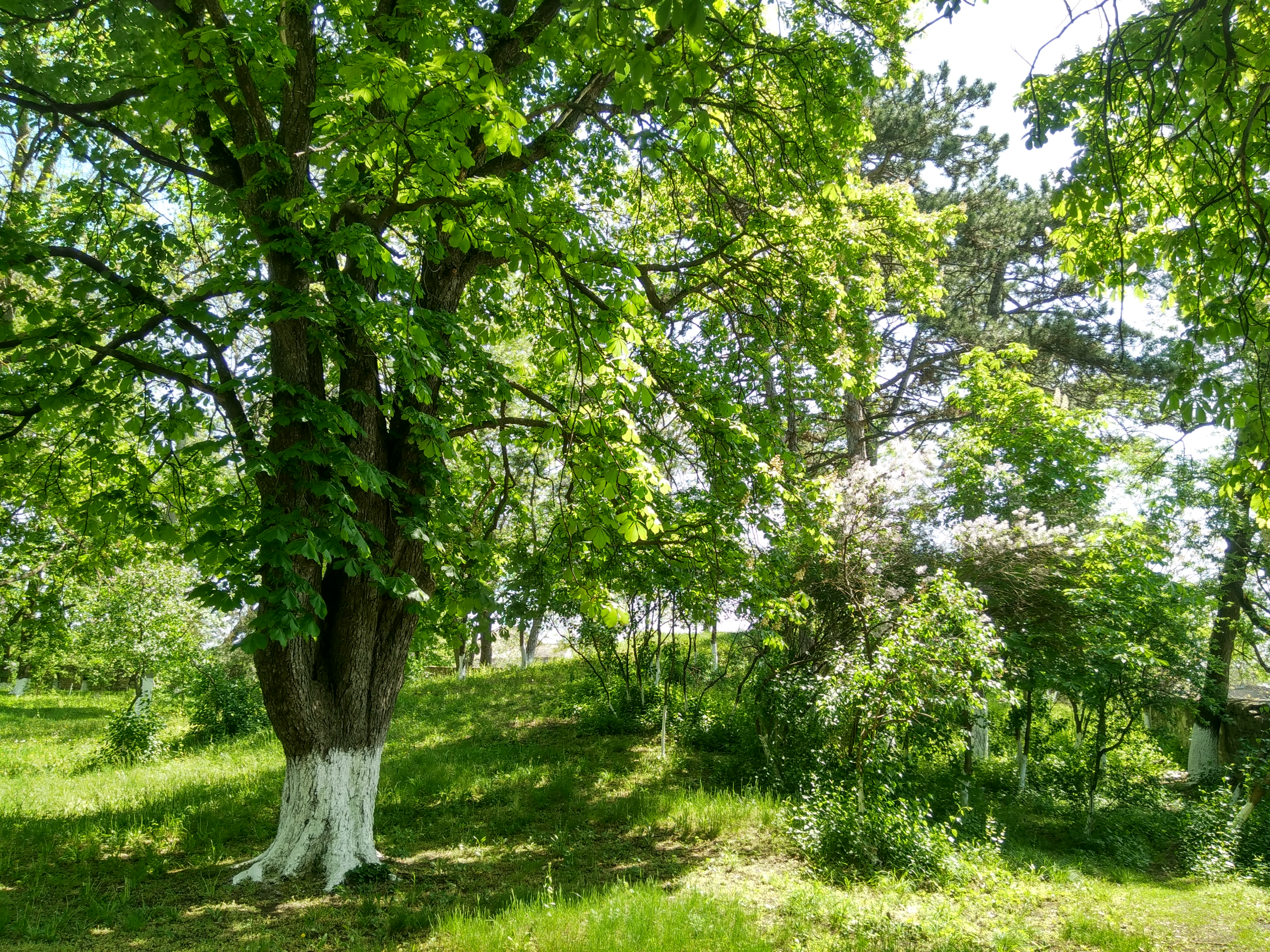
Movila de la marginea de sud-vest

Plantațiile principale, în special arborii, sunt aranjați către periferia parcului, lăsând în centru loc unei poieni cu examplare sădite solitar sau în grup. Dimensiunile mici ale parcului au împiedicat crearea unor perspective îndepărtate. În schimb, au fost schițate câteva perspective interne, una dintre care se deschide de pe movila artificială situată la marginea de sud-vest a parcului. Movila este înconjurată de conifere.

### Dendroflora
În parc au fost sădite 35 de specii lemnoase, dintre care s-au păstrat circa 25. Speciile dispărute (nuc negru, nuc cenușiu, molid oriental etc.) au fost înlocuite, în anii 1970, de specii autohtone cu o valoare decorativă scăzută (pădureț, frasin, cireș sălbatic etc.). Exemplarele de Ginkgo biloba, soforă și brad de Grecia sunt pe cale de dispariție; parcul din Brînzeni este unicul din Moldova în care a fost sădit bradul de Grecia.
Lista speciilor de plante lemnoase ale parcului din Brînzeni este prezentată în tabel.
| Nomenclatura binară                 | Denumirea populară               | Proveniență geografică          |
| ----------------------------------- | -------------------------------- | ------------------------------- |
| Conifere                            |                                  |                                 |
| Abies cephalonica Loud.             | Brad de Grecia                   | munții Greciei                  |
| Abies nordmanniana (Steven) Spach.  | Brad de Caucaz                   | Munții Caucaz                   |
| Picea orientalis (Poir.) Link.      | Molid oriental                   | Munții Caucaz                   |
| Pinus nigra Arn.                    | Pin negru                        | Europa                          |
| Juniperus virginiana L.             | Ienupăr de Virginia              | America de Nord                 |
| Thuja occidentalis L.               | Tuia                             | America de Nord, Asia de est    |
| Angiosperme                         |                                  |                                 |
| Acer campestre L.                   | Jugastru                         | Europa, Asia, Africa de nord    |
| Acer pseudoplatanus L.              | Paltin de munte                  | Europa centrală și de sud, Asia |
| Acer platanoides L.                 | Paltin de câmp                   | Europa până la Ural             |
| Acer negundo L.                     | Arțar american                   | America de Nord                 |
| Acer tataricum L.                   | Arțar tătăresc                   | Europa de sud-est               |
| Aesculus hippocastanum L.           | Castan porcesc                   | Peninsula Balcanică             |
| Buxus sempervirens L.               | Merișor                          | regiunea mediteraneană          |
| Cerasus avium (L.) Nonch.           | Cireș sălbatic                   | Europa                          |
| Celtis occidentalis L.              | Sâmbovină americană              | America de Nord                 |
| Crataegus monogyna Jaco.            | Păducel monogyna                 | Europa, Africa de nord          |
| Fraxinus excelsior L.               | Frasin obișnuit                  | Europa                          |
| Fraxinus excelsion f. monophilla L. | Frasin obișnuit f. monophilla    |                                 |
| Fraxinus americana L.               | Frasin american                  | America de Nord                 |
| Ginkgo biloba L.                    | Ginco                            | China                           |
| Juglans regia L.                    | Nuc comun                        | Asia Mijlocie                   |
| Morus alba L.                       | Dud alb                          | China                           |
| Quercus robur f. pyramidalis Gmel.  | Stejar pedunculat f. pyramidalis | Europa, Africa de nord          |
| Prunus cerasifera Ehrh.             | Prun corcoduș                    | specie autohtonă                |
| Robinia pseudacacia L.              | Salcâm alb                       | America de Nord                 |
| Sophora japonica L.                 | Soforă                           | Japonia                         |
| Tilia caucasica Rupr.               | Tei de Caucaz                    | Caucaz                          |
| Pirus communis L.                   | Păr                              | Eurasia                         |
| Populus pyramidalis Spach.          | Plop piramidal                   | Asia Mijlocie, Afganistan       |

## Patrimoniu
Datorită amenajării școlii agricole pe teritoriul parcului, acesta a fost bine îngrijit în timpul funcționării școlii. După reamenajarea în casă de invalizi, starea fondului dendrologic a început să decadă. Astăzi, mai mulți arbori s-au uscat sau sunt pe cale să se usuce, bradul de Caucaz este pe cale de dispariție, iar arțarul american este în fiecare an atacat de omizile fluturelui alb american. Pentru a onora memoria lui Vasile Stroiescu, primăria comunei a acordat liceului din localitate numele „V. Stroiescu”.

## Parcul-memorial
În 1974, în Brînzeni a fost fondat un al doilea parc, în memoria sătenilor căzuți pe front în cel de-al doilea război mondial. Aici au fost sădiți circa 25-26 specii de plante lemnoase autohtone, predominant tei și pini. Parcul este amplasat pe un deal impracticabil pentru agricultură, în vârful căreia se deschide o poiană. La poalele dealului este construit un memorial încrustat cu numele ostașilor căzuți; de la memorial o alee cu scări conduce până la poiana din vârf, unde este amenajat un obelisc de 12-15 m înălțime. 